# Терлоу, Джеффри
Дже́ффри Ро́берт Я́нгмэн Те́рлоу (англ. Geoffrey Robert Youngman Thurlow; 5 марта 1895, Чингфорд, Лондон, Великобритания — 23 апреля 1917, Монши-ле-Прё, Франция) — британский офицер, участник Первой мировой войны. Погиб в бою на линии фронта. Персонаж автобиографической книги Веры Бриттен «Заветы юности» (1933).

## Биография

### Ранние годы
Родился 5 марта 1895 года в Чингфорде, в семье Роберта Янгмэна Терлоу и Клары Терлоу. Он был самым младшим ребёнком в семье. Начальное и среднее образование получил в Чигвеллской школе. В последний год обучения был выбран в школьные старосты. Учителя и директор школы описывали его, как ответственного, целеустремлённого и тактичного молодого человека. Окончив школу, поступил в Университетский колледж в Оксфорде. Терлоу думал избрать служение англиканского клирика и служить в трущобах.

### На фронтах
С началом Первой мировой войны вступил в британскую армию и был назначен вторым лейтенантом к Шервудским лесникам (Ноттингемширский и Дербиширский полк). Здесь он познакомился с Эдвардом Бриттеном, который после представил его своему другу Виктору Ричардсону и сестре Вере Бриттен. Последняя в октябре 1915 года писала о друге брата: «Мне очень понравился Терлоу. Какими бы ни были недостатки Эдварда, должна признать, что у него замечательная способность хорошо выбирать друзей... Но, увидев Терлоу на короткое время, я почувствовала себя довольно грустно, чем лучше такие люди, как он, тем больше они косвенным образом подчеркивают факт вашего огромного превосходства над самыми лучшими из них!» По мнению некоторых исследователей, например, Алана Бишопа, автора книги «Письма потерянного поколения» (1998), между Терлоу и Эдвардом Бриттеном существовали романтические отношения, перешедшие «пределы целомудренной дружбы».
В июне 1915 года Джеффри был отправлен на фронт под Ипр. Здесь он был ранен шрапнелью в лицо во время бомбардировки в феврале 1916 года и отправлен в госпиталь Фишмангэс-холл в Лондоне. Вера Бриттен регулярно навещала его. Несмотря на то, что рана не была тяжёлой, серьёзно пострадала нервная система Терлоу. Он считал себя трусом, но находил в себе силы преодолевать страх, и снова рвался в окопы, несмотря на то, что ненавидел войну. Вскоре Терлоу вернулся на Западный фронт, откуда часто писал письма Вере и Эдварду Бриттенам. Вера Бриттен уничтожила личную переписку брата, но оставила косвенные свидетельства о возможных отношениях между Эдвардом и Джеффри.
В марте 1917 года Терлоу отказали в отпуске к матери, которая тяжело заболела. Сам Джеффри был убит выстрелом снайпера в лёгкое во время боя при Монши-ле-Прё 23 апреля 1917 года. После его смерти Эдвард написал сестре: «Всегда прекрасный друг с прекрасным сердцем и человек, который не будет забыт ни нами, ни вами, сколько бы мы ни жили, дорогое дитя, больше мне нечего сказать; мы потеряли почти все, что можно было потерять, и что мы получили? Поистине, как вы говорите, патриотизм с весьма поношенным характером».

## Память
В фильме 2014 года «Воспоминания о будущем» Джеффри Терлоу сыграл актёр Джонатан Бейли.